# Le Grand-Quevilly
Le Grand-Quevilly település Franciaországban, Seine-Maritime megyében. Lakosainak száma 25 954 fő (2022. január 1.). Le Grand-Quevilly Rouen, Canteleu, Petit-Couronne, Le Petit-Quevilly, Saint-Étienne-du-Rouvray és Sotteville-lès-Rouen községekkel határos.

## Népesség
A település népességének változása:
| Lakosok száma | 24 967 | 25 652 | 26 175 | 25 698 | 25 771 | 25 963 | 26 034 | 25 975 | 25 954 |
|               | 2013   | 2015   | 2016   | 2017   | 2018   | 2019   | 2020   | 2021   | 2022   |